# Unión Árabe Socialista Democrática
La Unión Árabe Socialista Democrática (en árabe: الاتحاد الاشتراكي العربي الديمقراطي, Al-ittiḥād al-ishtirākī al-'arabī al-dīmūqrāṭī; en francés: Union arabe socialiste démocratique) es un partido político sirio de ideología nasserista  con sede en París, Francia. Fue fundado como una escisión de la Unión Socialista Árabe de Siria, con Hassan 'Abd al-Azim como su secretario general. Forma parte de la oposición al gobierno de Bashar al-Ásad.

## Historia
Después de que Hafez al Assad asumiera el poder en 1970, la Unión Socialista Árabe de Siria (ASU) inició negociaciones sobre un gobierno de coalición y acordó unirse al Frente Nacional Progresista (NPF) en 1972. Sin embargo, al año siguiente, el partido se dividió por la adopción de una nueva constitución siria en la que el Partido Baaz Árabe Socialista fue proclamado "partido dirigente" del país. Una facción menor bajo Fawzi Kiyali aceptó la constitución y retuvo tanto el nombre de la ASU como la membresía en el NPF, mientras que la mayoría de los miembros siguieron al líder del partido Jamal al-Atassi a la oposición, renombrándose como Unión Árabe Socialista Democrática.
Bajo el impulso de la Unión Árabe Socialista Democrática, tuvo lugar el establecimiento de la Asamblea Nacional Democrática, una coalición de partidos de oposición nacionalistas de izquierda y socialistas árabes. Durante el período de liberalización del régimen en 2000 y 2001, el partido pudo participar en algunas actividades más o menos legales.
En 2011, al comienzo de la guerra civil siria, la Unión Árabe Socialista Democrática se unió a la resistencia armada. Hassan Ismail Abdelazim fue arrestado por las autoridades sirias en mayo de 2011 como una ofensiva contra las fuerzas de oposición en Siria.
Desde 2012, el partido forma parte del Comité Nacional de Coordinación de las Fuerzas de Cambio Democrático, uno de los principales bloques de oposición. El partido se opone a la intervención militar extranjera.
En 2021, el partido presentó la candidatura de Mahmoud Ahmed Merei para las elecciones presidenciales de ese año.